# BMW R 18
Die BMW R 18 ist ein Motorradmodell des Fahrzeugherstellers BMW im Segment der Cruiser. Das im Retrodesign gehaltene Motorrad wurde am 3. April 2020 vorgestellt und gelangte im September 2020 in den Handel. Ende Juli 2021 wurden drei weitere Modelle vorgestellt: R 18 Classic, R 18 B („Bagger“) und R 18 Transcontinental. Im Mai 2023 wurde die R 18 Roctane herausgebracht. Die neuen Modelle haben eine Windschutzscheibe, die Bagger und die Transcontinental sind verkleidete Luxus-Reisemaschinen.

## Grundkonzeption

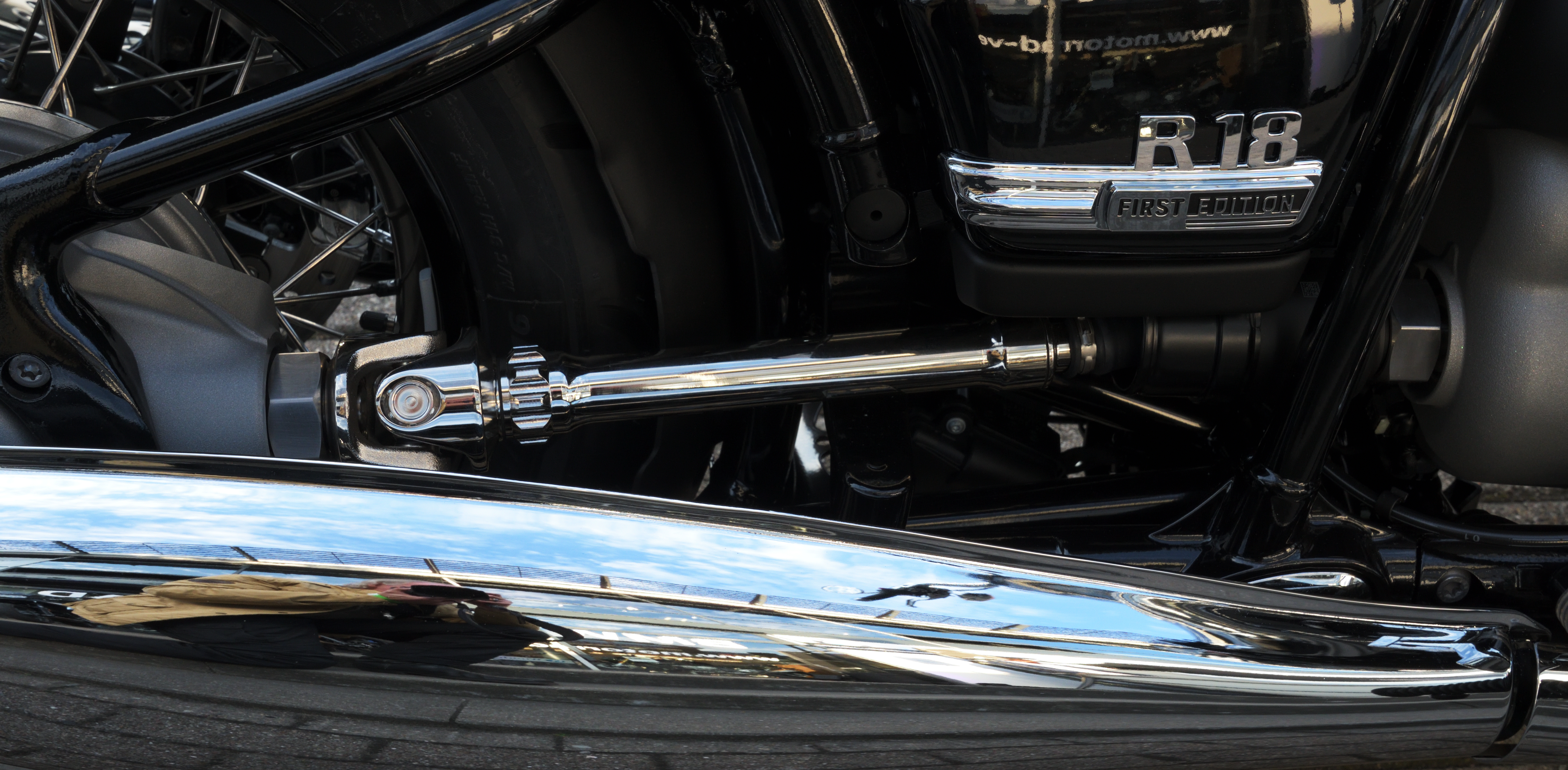
R 18, freiliegende Kardanwelle

Die Entwicklung begann 2015 mit einer Konzeptstudie R 5 Hommage, die in Aussehen und sichtbarer Technik an die R 5 aus dem Jahr 1936 angelehnt ist, der Fischschwanzauspuff erinnert an den Prototyp R 7 aus dem Jahr 1934. Das Motorrad hat in der Serienausstattung einen Doppelschleifen-Stahlrohrrahmen, offenliegende Kardanwelle und Drahtspeichenräder. Das Hinterrad wird an einer Cantileverschwinge geführt, deren Lagerung und Feder-Dämpfer-Einheit verdeckt eingebaut sind, um den Eindruck eines Starrrahmens ohne Hinterradfederung zu erwecken. Ansonsten ist die Technik mit Teleskopgabel, Kraftstoffeinspritzung, Antiblockiersystem und Assistenzsystemen modern.
Die R 18 soll vor allem das Marktsegment großer hubraumstarker Motorräder wie der US-amerikanischen Harley-Davidson, Indian, der britischen Triumph Thunderbird oder Rocket III, der italienischen Moto Guzzi California oder der japanischen Cruiser von Honda, Kawasaki, Suzuki und Yamaha bedienen. Das österreichische Motorrad Magazin vermutete schon im April 2019, dass neben der unverkleideten Variante der R 18 auch eine vollverkleidete Variante mit Koffersystem, ein sogenannter Full-Dresser, folgen könnte. Mit einer umbaufreundlichen Konzeption der R 18 versucht BMW wie schon mit der R nineT die Custombike-Szene anzusprechen.

## Konstruktion
Angetrieben wird das Motorrad von einem neu entwickelten luft- und ölgekühlten Zweizylinder-Boxermotor mit einem Hubraum von 1802 cm³. Es ist ein Viertakter mit vier Ventilen pro Zylinder, die über Stößel, Stoßstangen über den Zylindern und Kipphebel von zwei über der Kurbelwelle liegenden, kettengetriebenen Nockenwellen gesteuert werden. Im Gegensatz zu den mit Vergasern bestückten Designstudien hat das Serienmodell eine elektronisch gesteuerte Einspritzanlage mit digitaler Motorsteuerung und elektronischem Gasgriff. Die Abgase reinigt ein Drei-Wege-Katalysator, womit die Euro-5-Abgasnorm erfüllt wird. Die Leistung beträgt 67 kW (91 PS) bei 4750 min−1, das maximale Drehmoment 158 Nm bei 3000 min−1, wobei im Drehzahlbereich zwischen 2000 und 4000 min−1 immer über 150 Nm anliegen. Laut Herstellerangaben beträgt der Verbrauch nach WMTC-Standard 5,6 Liter/100 km, der CO2-Ausstoß 129 g/km.
Im Unterschied zur R 1200 C verzichtete BMW auf Telelever und Einarmschwinge.
Das Fahrgestell besteht aus einem Doppelschleifenrahmen mit Verstärkungen aus Schmiede- und Gussteilen  mit verschraubten Unterzügen. Durch das verdeckte Zentralfederbein und die Stahlrohrschwinge wird der Eindruck eines Starrrahmens aus den Vorkriegsjahren erweckt. Das Vorderrad wird von einer klassischen Teleskopgabel geführt. BMW war mit der R5 der erste Motorradhersteller mit einer ölbedämpften Teleskopgabel.
Die R-18-Familie wurde fürs Customizing vorbereitet. Beliebte Komponenten zur Individualisierung  sind die Sitzbank, Lenker, Räder, Auspuffanlage, Motordeckel, Schutzbügel, Beleuchtung und die Fußrastenanlage. Trotz des mächtigen Boxermotors konnte noch ein Trittbrett mit Schaltwippe angebracht werden. Diese Teile sind in verschiedenen Ausführungen und Oberflächen verfügbar. Anders als bei den Showmodellen sind in der Serie die Brems- und Kupplungshebel innen am Lenker angeschlagen, da außen angeschlagene Hebel nicht mehr genehmigungsfähig sind.

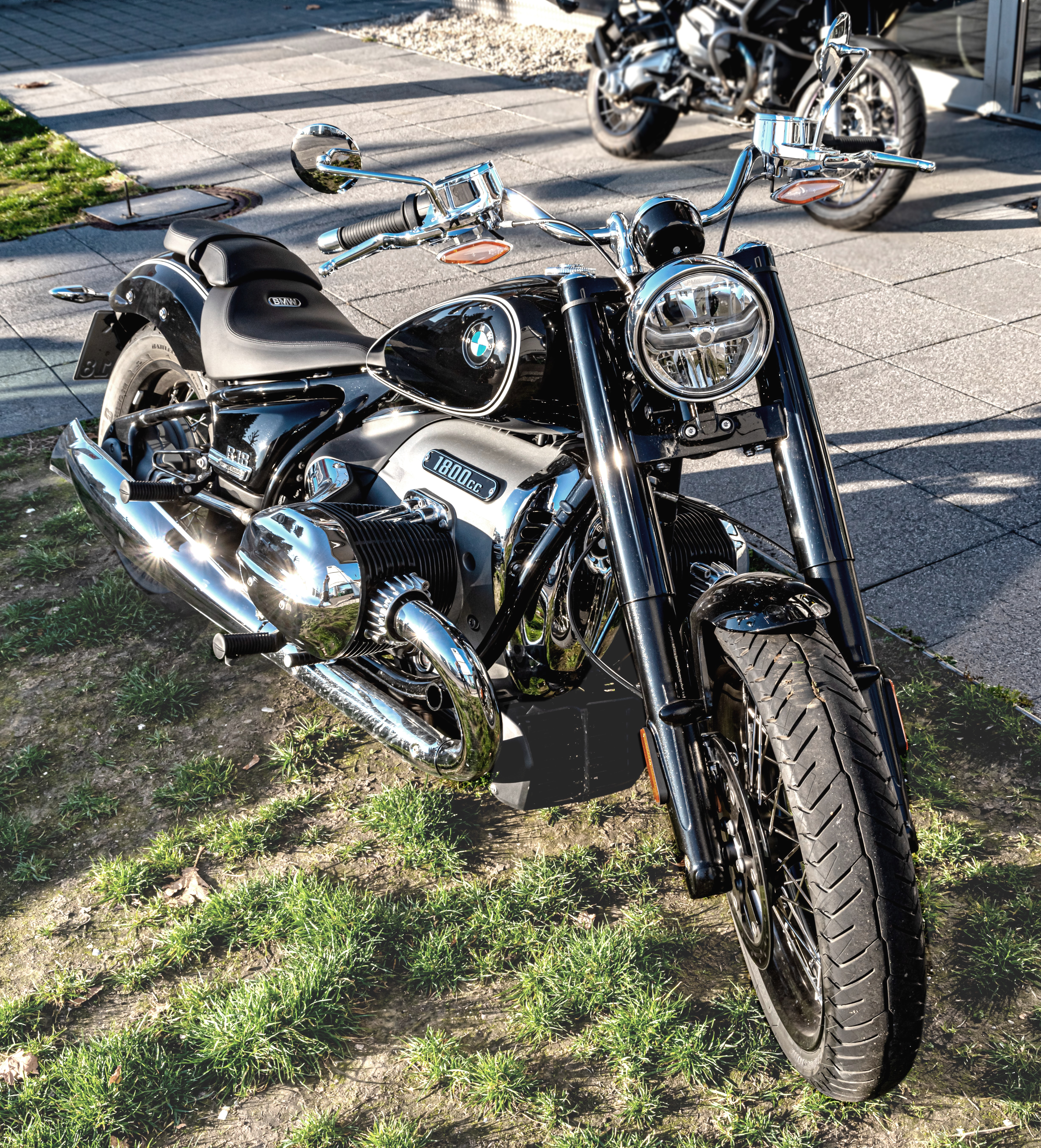
Vorderansicht
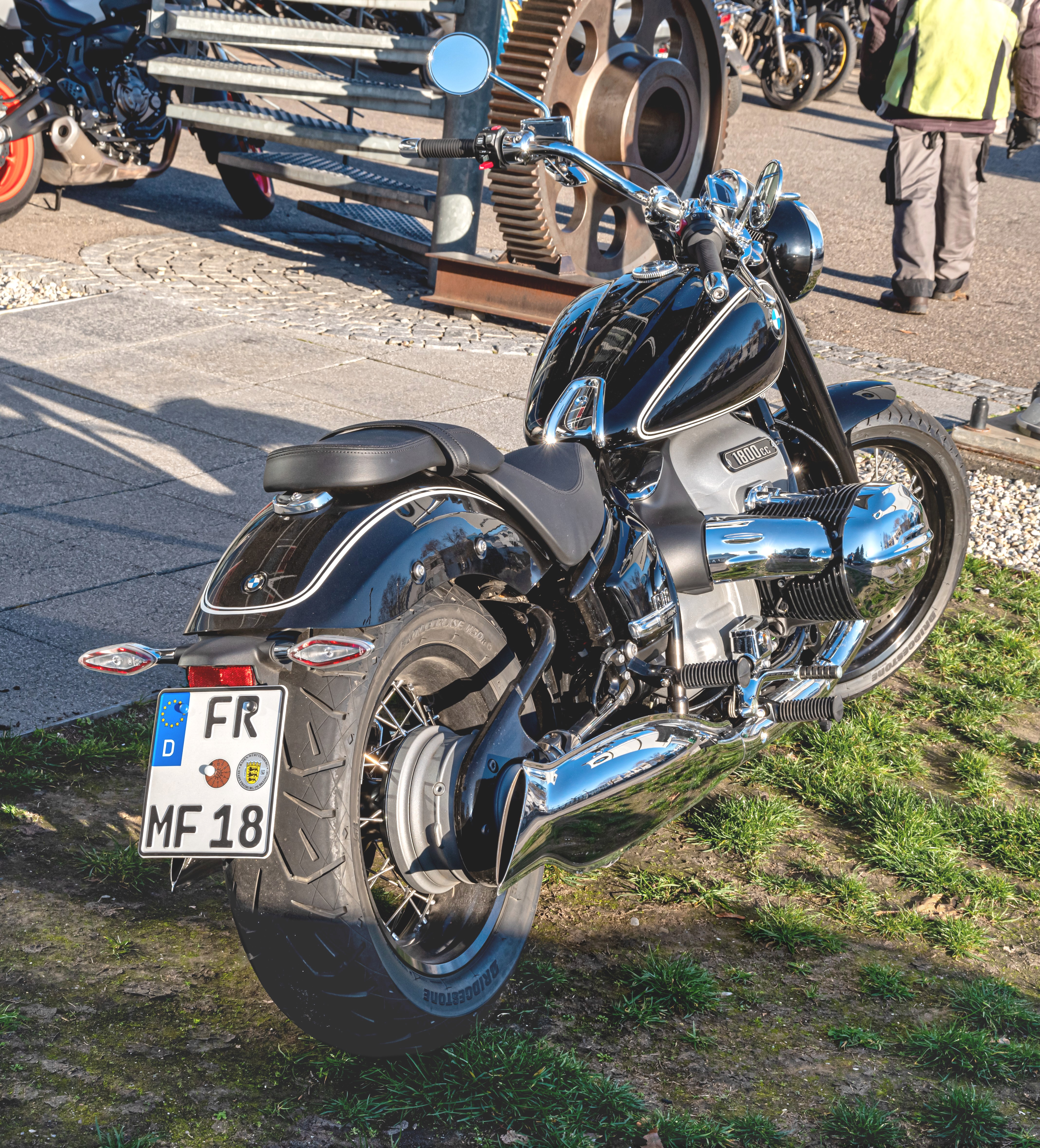
Rückansicht
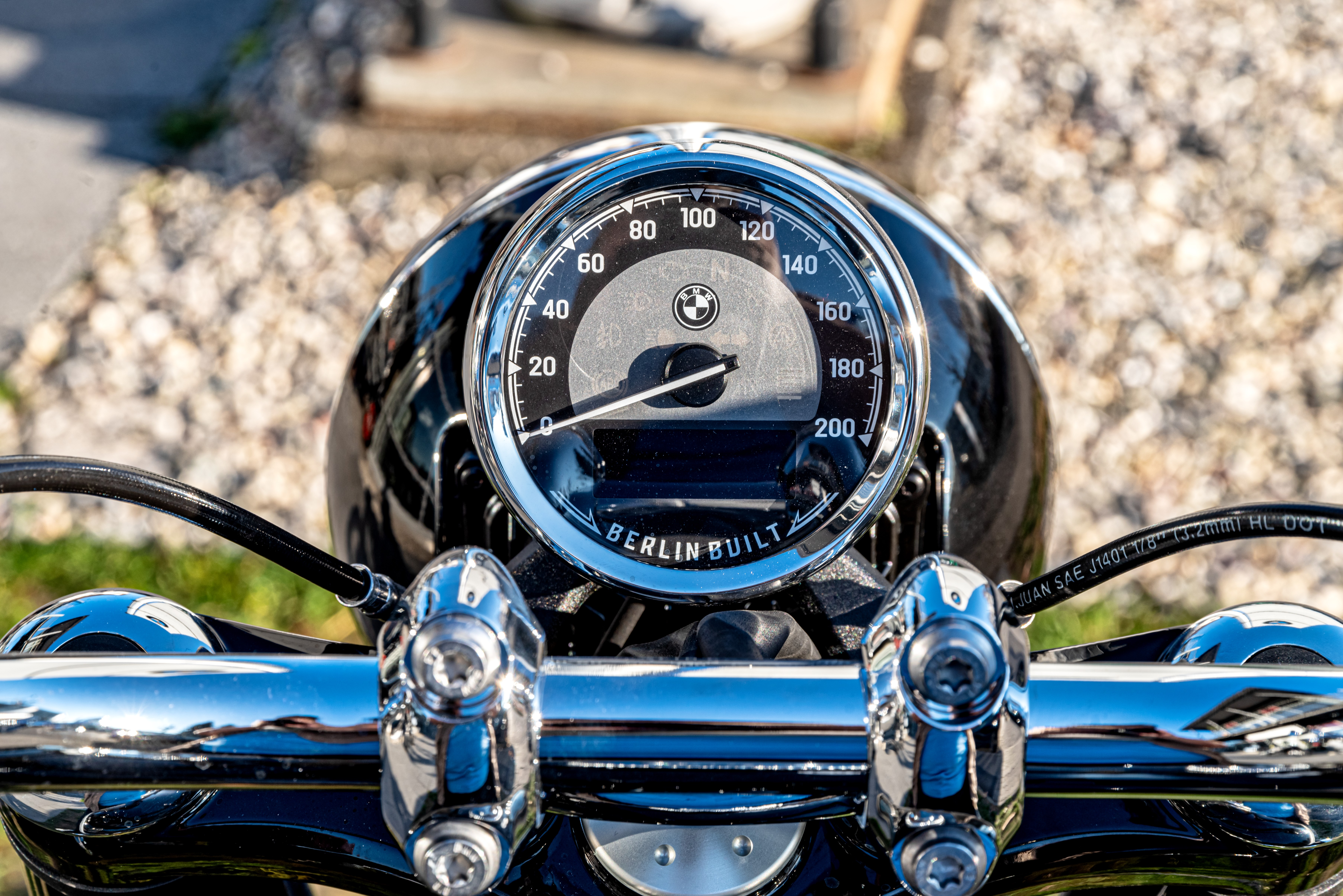
Tachometer
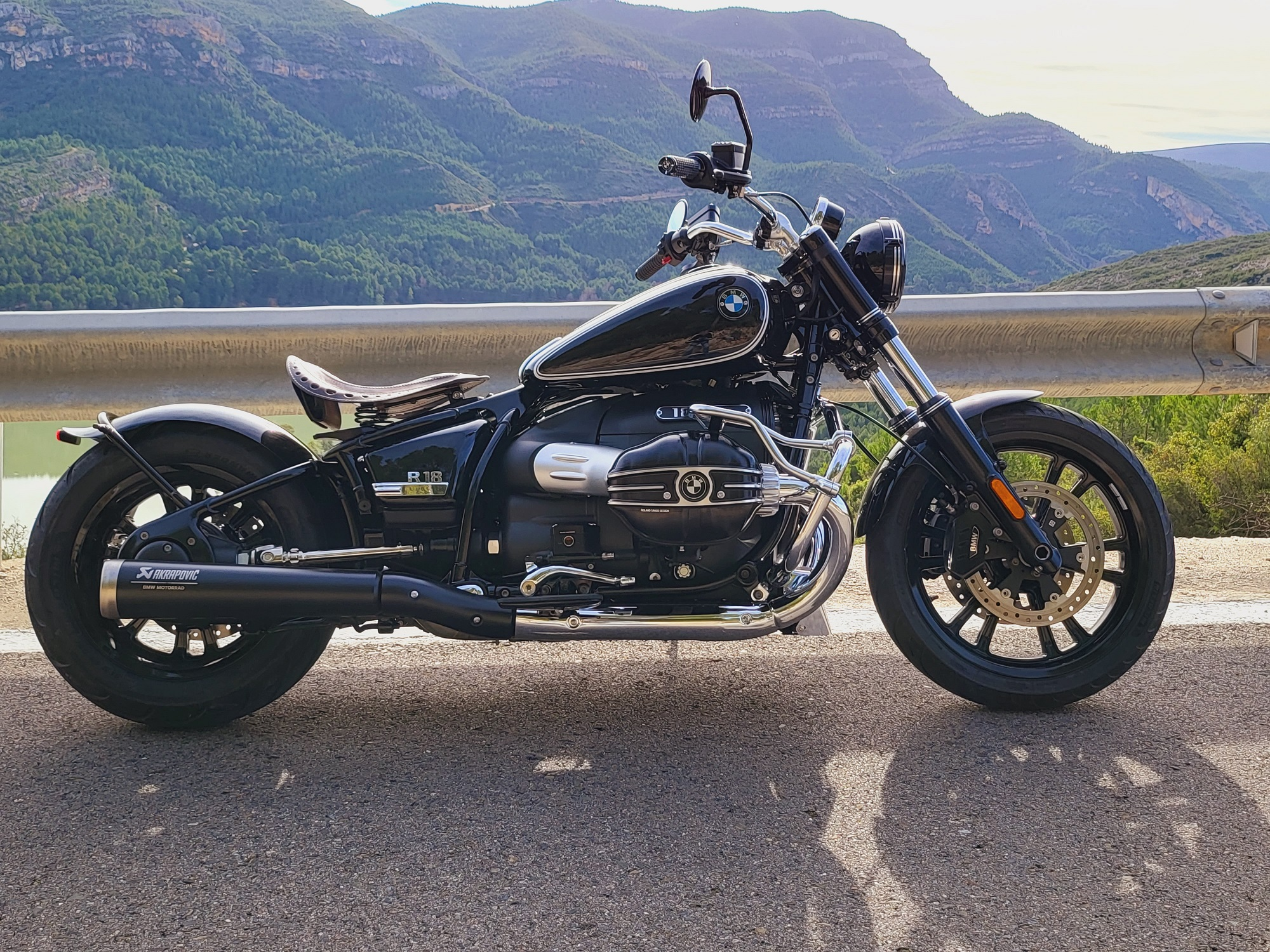
BMW R18 Bobber Kit
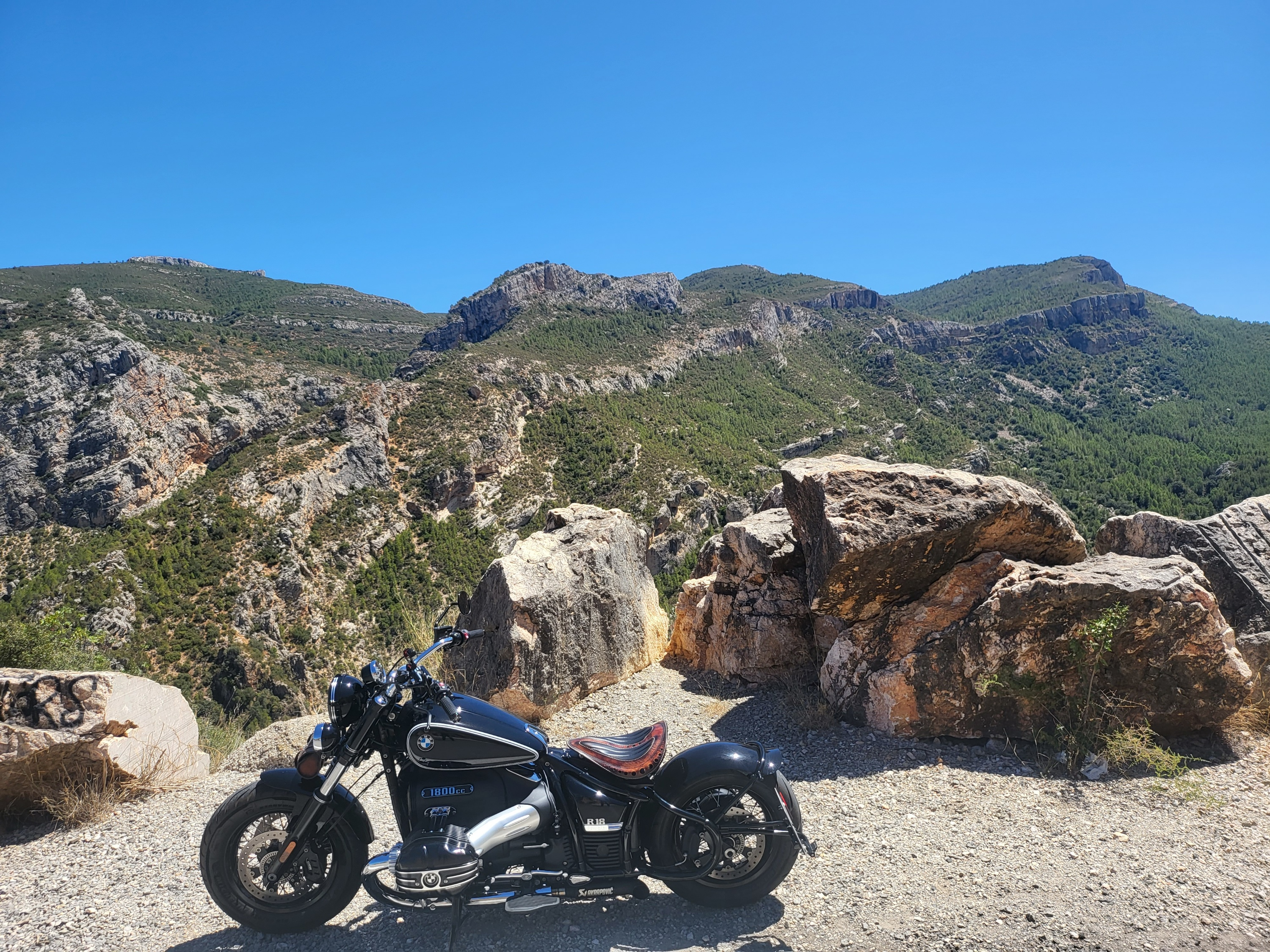
R18 mit Felgengröße 16er (anstatt 19er) einer R18 Classic

## R-18-Touringmodelle

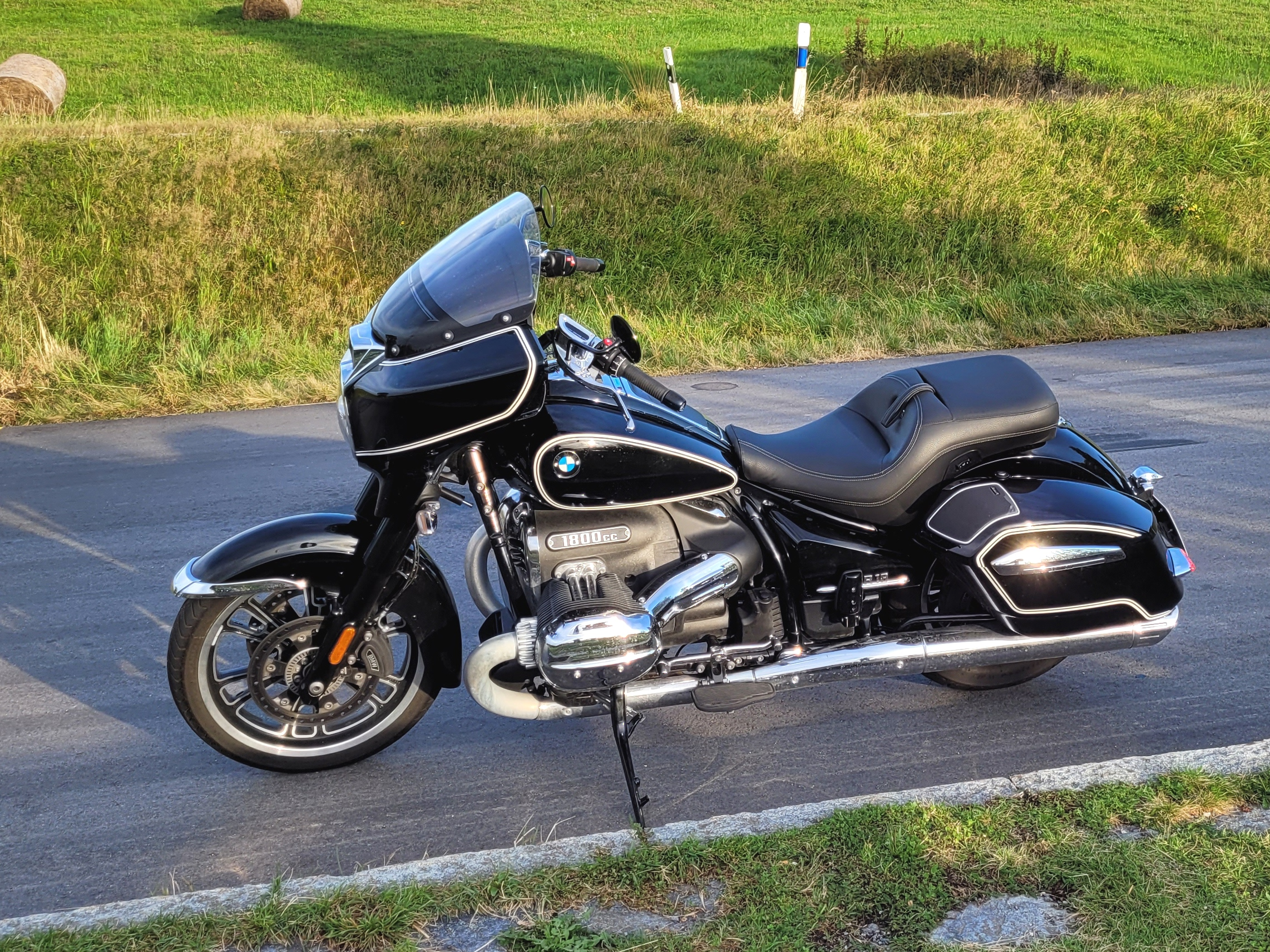
R 18 Bagger

BMW bietet seit 2021 auch Touringmodelle mit dem R-18-Motor mit dem Fahrzeugcode K35 als R 18 Bagger und als Transcontinental an. Sie haben ein 19″-Gussvorderrad und eine lenkerfeste Verkleidung. Die Transcontinental hat zu den fest montierten Seitenkoffern (Bagger) ein großes Topcase. Die R 18 Bagger und die Transcontinental können auf Wunsch mit einem Abstandsregeltempomaten ausgestattet werden. Der Radarsensor befindet sich in der Frontverkleidung. Eine weitere Sonderausstattung ist die Marshall-Soundanlage mit bis zu sechs Lautsprechern.

## Neuzulassungen in Deutschland
Im September 2020 waren die Maschinen für 2020 bereits ausverkauft. Im Jahr 2021 wurden 1.339 R 18 neu zugelassen. Damit lag sie vor der R 1250 RT mit 1.220 und der S 1000 R mit 1.185 Stück; die Street Bob 114 als erfolgreichstes Modell von Harley-Davidson kam auf 950 Exemplare. Im Jahr 2022 wurden 669 R 18 zugelassen.

## Trivia
Die feierliche Markteinführung der R 18 im April 2020 bei den BMW-Händlern fiel aufgrund der COVID-19-Pandemie aus, dies geschah stattdessen virtuell über das Internet und wurde erst später bei den Händlern vor Ort nachgeholt.